# Cërrik
Cërrik est une municipalité et une commune éponyme en Albanie. La municipalité de Cërrik est fondée en 2015 par la fusion de plusieurs municipalités. La municipalité compte en 2011, 27 445 habitants, alors que la commune en compte 6 695 à la même date.